# فی ری
وینا فی ری (انگلیسی: Vina Fay Wray؛ ‏ ۱۵ سپتامبر ۱۹۰۷ – ۸ اوت ۲۰۰۴) بازیگر اهل ایالات متحده آمریکا بود. وی بین سال‌های ۱۹۲۳ تا ۱۹۸۰ میلادی فعالیت می‌کرد.
از فیلم‌هایی که وی در آن نقش داشته است، می‌توان به کینگ کونگ، دکتر ایکس، زندگی ناگوار نیست؟ و تمی و مرد مجرد اشاره کرد.

## درگذشت
فی ری در شب 8 اوت 2004 در آپارتمان خود در خیابان پنجم منهتن در خواب به مرگ طبیعی درگذشت. او در قبرستان هالیوود همیشه در هالیوود، کالیفرنیا به خاک سپرده شد.